# Romeny-sur-Marne
Romeny-sur-Marne è un comune francese di 499 abitanti situato nel dipartimento dell'Aisne della regione dell'Alta Francia.

Diede i natali al pittore Jules Ernest Renoux (1863–1932).

## Società

### Evoluzione demografica
Abitanti censiti